# Hunter Field Target
O Hunter Field Target (HFT) é um esporte de tiro ao alvo derivado das disciplinas de tiro com arma de pressão. É principalmente um esporte ao ar livre praticado com rifles de ar comprimido, equipados com mira telescópica. Os rifles têm uma energia máxima de 12 libras-força (53,4 joules).

## Histórico
O Hunter Field Target foi iniciado no Reino Unido no início da década de 1980, quando um grupo de atiradores britânicos se reuniu para criar um esporte que simulava uma caça de animais de pequeno porte (vide a popular caça à raposa), utilizando arma de pressão. Os primeiros alvos foram silhuetas estáticas de metal, no formato de pequens animais, marcadas com adesivos laranja para representar uma “zona fatal” (Kill Zone - KZ). Os alvos atingidos eram verificados por um árbitro que assinalava um (X) caso a "KZ" fosse atingida e um (O) caso não fosse.
Rapidamente o esporte foi se popularizando e o número de praticantes aumentou. As silhuetas estacionárias padrão foram substituídas por um alvo do tipo "reativo" (que cai ao ser atingido). Os alvos metálicos passaram a ser construídos de tal forma que ele só se dobra (ou "cai"), se o atirador atingir a "KZ", facilitando todo o processo de aferição e contagem de pontos. Com isso, o próprio atirador marca um (X) se o alvo cair ou um (O) caso permaneça de pé após o tiro.
O esporte chegou aos Estados Unidos em meados da década de 1980. Os primeiros a adotar o HFT foram os membros um clube na Califórnia e de um outro clube na Flórida. A primeira competição nacional nos EUA foi realizada em West Palm Beach, Flórida, em 1987. Imediatamente após esse evento, um grupo de atiradores formou o órgão nacional dos EUA, a AAFTA (American Airgun Field Target Association). Agora existem mais de 40 clubes nos EUA praticando o HFT.

## Características
A disciplina de Hunter Field Target pode ser definida como uma "trilha com simulação de caça". Uma partida típica consiste em 30 (mais comum) a 40 alvos colocados a distâncias desconhecidas do atirador entre 8 jardas (7,32 metros) e 45 jardas (41,1 metros). O competidor se desloca no circuito da trilha pelas pistas de disparo demarcadas. Cada pista consiste em uma estaca ou uma característica do terreno, como uma árvore ou uma rocha (todos devidamente marcados e numerados), bem como um alvo metálico colocado em uma determinada posição para simular um cenário de caça. A estaca (ou árvore, ou rocha) marca o ponto de tiro e, enquanto dispara, o atirador deve estar tocando essa marca com uma parte do corpo ou com o rifle, nunca ficando à frente da marca, seja ela do tipo que for. O tempo começa a contar assim que o atirador toca na marca.
As silhuetas dos alvos são baseadas principalmente em animais de pequeno porte típicos do Reino Unido, como coelho, rato, corvo e esquilo. Eles são feitos de metal e imitam suas contrapartes em forma e tamanho. Cada alvo possui uma “zona fatal” (Kill Zone - KZ) circular que varia em tamanho (normalmente de 15 a 45 mm de diâmetro) e ficam dispostos a distâncias variadas (geralmente entre 8 jardas (7,32 metros) e  8 e 45 jardas (41,1 metros)). Um acerto direto na “zona fatal” aciona um mecanismo que faz o alvo se dobrar simulando um “abate”. “Abater” um alvo com sucesso dá ao atirador dois pontos e o alvo é rearmado puxando o “cabo de resset”. Atingir um alvo sem derrubá-lo (fora da “zona fatal” portanto) dá ao atirador um ponto. Perder completamente o alvo resulta em zero. A principal habilidade em HFT é a capacidade de atingir o alvo com a maior precisão possível.

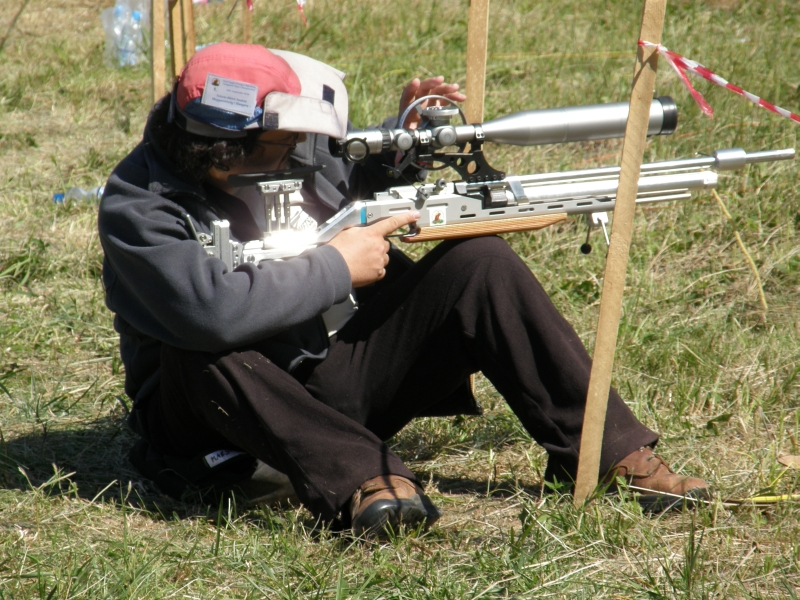
Um competidor de HFT posicionado entre as estacas que demarcam a posição para efetuar o disparo.

São cinco as posições possíveis de tiro, reconhecidas pela World Hunter Field Target Organization (WHFTO):
- Pronado
- Ajoelhado
- Ajoelhado apoiado
- De pé
- De pé apoiado

Nota: não é permitido atirar na posição sentado em competições oficiais, apesar dessa prática ser bastante aceita entre os praticantes menos formais.
Às vezes, os competidores são forçados a adotar uma certa postura, por exemplo, uma pista com o sinal "APENAS DE PÉ" deve ser utilizada apenas na posição de pé. Se o atirador não seguir esta regra, a pontuação do alvo será marcada como zero, mesmo que tenha sido um “abate”.

## Equipamento
Uma configuração típica de rifle HFT consiste em um rifle de ar equipado com uma mira telescópica com capacidade de ampliação de 10 vezes. O rifle pode variar do mais básico movido a mola, até o mais avançado rifle eletrônico PCP (Pre-charged pneumatic), que em geral são "sem recuo". O calibre mais popular para o HFT é o .177 devido à sua trajetória plana. A única limitação geralmente imposta em competições oficiais é a energia que o rifle apresenta, na saída do cano, que dependendo da entidade organizadora e da categoria em dispputa, pode variar entre 12 libras-força (53,4 joules) e 20 libras-força (89,0 joules).

## Classes
Os participantes de competições de HFT são separados por classe, e é principalmente o equipamento usado que vai definir a classe na qual o competidor vai participar.
Entre as mais comumente aceitas entre as instituições e clubes estão:
- Aberta (Open)
  - Qualquer atirador, principalmente atiradores usando rifles Pre-charged pneumatic PCP no calibre .177 ou .20 e atiradores juniores com idades entre 9 e 16 anos (2 classes de 9 a 13 e 14 a 16)

- Recuo (Recoiling)
  - Espingardas pneumáticas com mola ou a gás (qualquer calibre)

- 22
  - Qualquer espingarda de calibre .22 ou .25

## Competição
O lado competitivo do HFT possui um órgão de controle no Reino Unido, na forma da United Kingdom Association for Hunter Field Target (UKAHFT) e sua vertente "mundial" na forma da World Hunter Field Target Association (WHFTA).
A série UKAHFT, que acontece todos os anos desde 2003, atualmente consiste em nove rodadas em diferentes locais do Reino Unido. Cada rodada atrai cerca de 200 atiradores de todo o país, com habilidades e equipamentos variados.
Quando um clube organiza uma rodada da UKAHFT, deve seguir várias regras rígidas que controlam o formato do percurso. As principais regras para uma rodada UKAHFT são:
- As “zonas fatais” ("KZ") dos alvos devem ter um diâmetro entre 15 a 45 mm.
- Os alvos não devem ser posicionados a menos de 8 jardas (7,32 metros) ou a mais de 45 jardas (41,1 metros) da marca de posicionamento do atirador.
- Alvos com"KZ" de 15 mm devem ser posicionados a uma distância entre 13 jardas (11,9 metros) e 25 jardas (22,9 metros) da marca de posicionamento do atirador.
- Alvos com"KZ" de 20 mm devem ser posicionados a uma distância entre 8 jardas (7,32 metros) e 30 jardas (27,4 metros) da marca de posicionamento do atirador.
- Alvos com"KZ" de 25 mm devem ser posicionados a uma distância entre 8 jardas (7,32 metros) e 40 jardas (36,6 metros) da marca de posicionamento do atirador.